# Эмблен, Нил
Нил Эмблен (англ. Neil Emblen; 19 июня 1971, Бромли, Лондон, Великобритания) — английский футболист и тренер. В настоящее время ассистент главного тренера в американском клубе «Колорадо Рэпидз». До этого 3 года был ассистентом в молодёжной сборной Новой Зеландии по футболу.

## Тренерская карьера
Будучи ещё действующим игроком новозеландского «Уаитакере Юнайтед», Нил Эмблен возглавил эту команду в 2009 году и в течение трёх сезонов подряд становился с ней чемпионом страны.
В 2012 году он руководил сборной Новой Зеландии в футбольном турнире Олимпийских игр, проходивших в Лондоне. Команда, заняв 4 место на групповом этапе, не смогла пробиться в следующую стадию турнира.
В 2014 году после ухода с поста главного тренера Новой Зеландии Рики Херберта Нил Эмблен был назначен исполняющим обязанности команды. Под его руководством сборная провела две товарищеские игры, проиграв 2:4 Японии и сыграв вничью 0:0 с командой ЮАР.
С февраля 2015 года является ассистентом главного тренера молодёжной сборной Новой Зеландии.

## Личная жизнь
Младший брат Нила, Пол Эмблен, также был футболистом, наиболее значимыми клубами в карьере которого были английские «Чарльтон Атлетик» и «Уиком Уондерерс».